# Frauen im Deutschen Kaiserreich
Frauen und Mädchen hatten im Deutschen Kaiserreich zwischen 1871 und 1918 weniger gesellschaftliche Rechte als Männer.
Dennoch gab es vielfältige Aktivitäten von ihnen, die zu einer allmählichen Verbesserung ihrer Situation führten.

## Allgemeine gesellschaftliche Situation
Frauen waren im Deutschen Kaiserreich in den wichtigsten gesellschaftlichen Bereichen Männern rechtlich nicht gleichgestellt. Sie durften nur in seltenen Fällen Verträge selber abschließen, ansonsten nur mit einem männlichen Vormund.
Mädchen hatten einen schlechteren Zugang zu Schulen und durften erst ab etwa 1900 an Universitäten studieren.
Mit dem Bürgerlichen Gesetzbuchs ab 1900 verloren Frauen kurzzeitig jegliche politische Rechte. Nicht nur deren Unterdrückung in der Ehe war durch das Gesetz toleriert, auch die Bildung von Frauenzeitschriften, -vereinen, oder -versammlungen, sowie politische Ämter wurde ihnen untersagt.
Erst 1908 bekamen sie die Vereinsfreiheit zurück sowie eine preußische Mädchenschulreform und das Recht politischen Parteien beizutreten.
Auf Postkarten um 1910 ist die vorgestellte gesellschaftliche Rolle der Frau noch sehr deutlich zu erkennen, vor allem im dienenden und sozialen Bereich.
Im Laufe des Ersten Weltkrieges ab 1914 verbesserte sich die gesellschaftliche Situation von Frauen langsam. Sie wurden nun in vielen gesellschaftlichen Bereichen benötigt, da die Männer häufig von der Kriegsfront nicht zurückkehrten. So gab es nun Frauen in Berufen, die vorher für sie nicht möglich gewesen waren, wie zum Beispiel Straßenbahnfahrerin. Die gesellschaftliche Akzeptanz von Frauen verbesserte sich ganz allgemein, was die Einführung des Frauenwahlrechtes 1918 erleichterte. Mit der Wahl zur Deutschen Nationalversammlung 1919 erhielten Frauen in Deutschland erstmals das allgemeine Stimm- und Wahlrecht.

## Alltag und Erwerbstätigkeiten
In der Zeit zwischen 1871 und 1918 änderte sich das alltägliche Leben im Deutschen Reich rasant. Zunächst lebten die meisten Menschen in ländlichen Gebieten auf einem eigenen Hof oder als Tagelöhner und Dienstpersonal in ärmlichen Unterkünften. Für die Frauen bedeutete dies Arbeit für die Familie im Haushalt, auf dem Hof und meist in der Landwirtschaft.
Durch die schnelle technische Entwicklung in den nächsten Jahrzehnten  zogen viele Frauen mit ihren Familien oder oft allein in die wachsenden großen Städte wie Berlin. Dort leisteten sie meist einfache Tätigkeiten als Dienstmägde in wohlhabenden Familien zur Kinderbetreuung und Haushaltsführung oder in Fabriken, sozialen Einrichtungen, der Gastronomie und zunehmend auch in Büros. Die Tätigkeiten waren schlechter bezahlt als die von Männern, die Frauen hatten außerdem wenig Möglichkeiten, ihre Rechte gegenüber Arbeitgebern geltend zu machen. Manche Frauen verdienten ihren Unterhalt auch mit Gelegenheitsjobs oder regelmäßiger Prostitution.
Die Wohnungen in den Städten waren eng und ungesund. Es gab allerdings eine zunehmend bessere medizinische Versorgung und in persönlichen Notlagen Unterstützung durch Frauenhilfsorganisationen. Einige Frauen mussten ihre Kinder alleine großziehen.
Die Berufstätigkeit von Frauen betrug um 1910 etwa 40 Prozent im Deutschen Reich.
Frauen waren auch in den Rechten über ihren Körper eingeschränkt. Abtreibungen waren verboten, Vergewaltigung konnte nur in seltenen Fällen angezeigt werden und selbst gewählte Beziehungen waren ihnen nach den gesellschaftlichen Konventionen nur schwer möglich.

## Frauenbewegung
Der 1865 unter Leitung von Louise Otto-Peters und Auguste Schmidt im Königreich Sachsen gegründete Allgemeine deutsche Frauenverein (ADF) widmete sich als erster bedeutender deutscher Frauenverein mit politischen Zielen zentralen Problemen wie den mangelnden Rechten der Frau, der steigenden Frauenarmut sowie den fehlenden beruflichen Perspektiven.
Danach gründeten sich zahlreiche weitere Frauenvereine im Deutschen Reich, die sich vor allem für die Verbesserung der sozialen Situation von Frauen, aber auch für bessere Bildung und weitere Rechte einsetzte.
Es gab konservative, gemäßigte bürgerliche, radikale bürgerliche, sowie sozialistische, christliche und jüdische Frauenvereine, die meist separat voneinander agierten. Die SPD forderte als erste deutsche Partei eine stärkere Gleichberechtigung der Frau und Frauenwahlrecht. Deren Vorsitzender August Bebel hatte 1869 in seinem Grundlagenwerk Die Frau und der Sozialismus betont, dass eine Lösung der Klassenfrage, also eine gleichberechtigte Gesellschaft für alle, nur mit einer vollständigen Gleichberechtigung der Frau möglich ist.
Der 1894 gegründete Bund Deutscher Frauenvereine entwickelte sich bald zum wichtigsten Frauendachverband im Deutschen Reich. Die große Berliner Frauenkongresse 1896, 1904 und 1912 dienten der Vernetzung von Frauenrechtlerinnen und gaben viele Impulse für weitere Aktivitäten. Im Jahr 1911 feierten sozialistische Frauenverbände um Clara Zetkin erstmals den Internationalen Frauentag auch in Deutschland. Erstmals wurde 1912 für das Frauenstimmrecht in München demonstriert.
Im Ersten Weltkrieg hatte der Bund Deutscher Frauenvereine, dem inzwischen über eine Million Frauen von linksbürgerlich bis konservativ angehörten, bereits einen gewissen gesellschaftlichen Einfluss, zumindest in Wohltätigkeitsfragen.

## Mode und Reformbewegung
Bis zum Ende des 19. Jahrhunderts war die Mode für die bürgerlichen Frauen im Deutschen Reich  bestimmt durch unpraktische Kleidung mit Korsett, mehreren Kleidern, Unterröcken und weiteren Stoffen. Diese erschwerten die Bewegung erheblich und belasteten den Körper durch das Gewicht.
Seit etwa 1896 kam die Reformkleidung aus England und den USA nach Deutschland, die leicht zu tragen und gesünder war. Diese wurde anfangs vor allem von einfachen Frauen getragen, denen sie für ihre berufliche Tätigkeiten hilfreich war.
Auch Fahrradfahren und eine gesündere Lebensweise der Lebensreformbewegung wurde bei Frauen populärer.

„Eine Lebensfreude kriegt man vom Radeln! gar nicht wieder umzubringen! (...) Was hat man aber auch jahrelang für ein Leben geführt, man hat nicht springen, laufen, jagen dürfen, man ist Dame, Fräulein, Frau gewesen, ein Ding ohne bewegliche Gliedmaßen, aufrecht gemessen und gezirkelt in einem Schlepprock verpuppt, höchstens zum Knicksen abgerichtet.“